# Spricklavar
Spricklavar, Acarospora är ett släkte av lavar som beskrevs av Abramo Bartolommeo Massalongo. Acarospora ingår i familjen Acarosporaceae, ordningen Acarosporales, klassen Lecanoromycetes, divisionen sporsäcksvampar, och riket svampar.
Lavarna utmärks bland annat av mångcelliga sporsäckar, så kallade asci, med runda sporer. Det finns cirka 40 arter i Sverige.

## Släktet Acarospora indelas i följandearter
- Acarospora admissa
- Acarospora affinis
- Acarospora anomala
- Acarospora argillacea (Arnold) Hue
- Acarospora assimulans Vain.
- Acarospora atrata Hue
- Acarospora badiofusca (Nyl.) Th. Fr.
- Acarospora bella (Nyl.) Jatta
- Acarospora bohlinii H. Magn.
- Acarospora boliviana H. Magn.
- Acarospora boulderensis H. Magn.
- Acarospora brattiae
- Acarospora brevilobata H. Magn.
- Acarospora brouardii
- Acarospora brunneola
- Acarospora bullata Anzi
- Acarospora bylii
- Acarospora calcarea
- Acarospora caesiofusca (Müll.Arg.) H. Magn.
- Acarospora carnegiei Zahlbr.
- Acarospora cervina A. Massal.
- Acarospora cervinoides H. Magn.
- Acarospora charidema
- Acarospora chrysops (Tuck.) H. Magn.
- Acarospora commixta H. Magn.
- Acarospora contigua
- Acarospora contraria
- Acarospora convoluta Darb.
- Acarospora crozalsii de Lesd.
- Acarospora depressa H. Magn.
- Acarospora discreta (Ach.) Arnold
- Acarospora dispersa
- Acarospora dissipata H. Magn.
- Acarospora elevata
- Acarospora epilutescens
- Acarospora epithallina H. Magn.
- Acarospora erythrophora
- Acarospora euganea
- Acarospora fennica
- Acarospora franconica H. Magn.
- Acarospora friesii H. Magn.
- Acarospora fuscata (Schrad.) Th. Fr. (Svenska: Brun spricklav)
- Acarospora gallica H. Magn.
- Acarospora geophila H. Magn.
- Acarospora glaucocarpa (Wahlenb. ex Ach.) Körb.
- Acarospora glypholecioides H. Magn.
- Acarospora gobiensis H. Magn.
- Acarospora gwynnii Dodge & Rudolph
- Acarospora hassei
- Acarospora helvetica H. Magn.
- Acarospora heppii (Nägeli ex Hepp) Nägeli in Körb.
- Acarospora heufleriana Körb.
- Acarospora hilaris (Dufour) Hue
- Acarospora hospitans H. Magn.
- Acarospora hultingii
- Acarospora immersa Fink ex Hedr.
- Acarospora impressula Th. Fr.
- Acarospora insignis
- Acarospora insolata H. Magn.
- Acarospora intermedia H. Magn.
- Acarospora interrupta
- Acarospora interspersa H. Magn.
- Acarospora invadens H. Magn.
- Acarospora irregularis H. Magn.
- Acarospora jenisejensis H. Magn.
- Acarospora laqueata Stizenb.
- Acarospora lorentzii (Müll. Arg.) Hue
- Acarospora macrospora (Hepp) Bagl.
- Acarospora malmeana H. Magn.
- Acarospora marciiv H. Magn.
- Acarospora maroccana de Lesd.
- Acarospora massiliensis (Harm.) H. Magn.
- Acarospora mendozana H. Magn.
- Acarospora mexicana
- Acarospora microcarpa (Nyl.) Wedd.
- Acarospora modensis H. Magn.
- Acarospora moenium
- Acarospora molybdina (Wahlenb.) A. Massal.
- Acarospora mongolica H. Magn.
- Acarospora moraviae H. Magn.
- Acarospora murorum
- Acarospora nevadensis
- Acarospora nitida H. Magn.
- Acarospora nitrophila H. Magn.
- Acarospora nodulosa (Dufour) Hue
- Acarospora novomexicana
- Acarospora obnubila
- Acarospora obpallens (Nyl.) Zahlbr.
- Acarospora oligospora (Nyl.) Arnold
- Acarospora oligyrophorica
- Acarospora oreophila
- Acarospora oxytona (Ach.) A. Massal.
- Acarospora paupera H. Magn.
- Acarospora peliscypha Th. Fr.
- Acarospora perpulchra
- Acarospora persimilis H. Magn.
- Acarospora pitardi
- Acarospora placodiiformis H. Magn.
- Acarospora pleistospora
- Acarospora praeruptarum H. Magn.
- Acarospora pseudofuscata
- Acarospora pulvinata H. Magn.
- Acarospora pyrenopsoides H. Magn.
- Acarospora radicans H. Magn.
- Acarospora reagens Zahlbr.
- Acarospora rehmii H. Magn.
- Acarospora rhabarbarina
- Acarospora rhagadiza (Nyl.) Hue
- Acarospora rhizobola
- Acarospora robiniae
- Acarospora rosulata (Th. Fr.) H. Magn.
- Acarospora rouxii
- Acarospora rugulosa Körb.
- Acarospora sandwicensis H. Magn.
- Acarospora sarcogynoides H. Magn.
- Acarospora scabrida Hedl. ex H. Magn.
- Acarospora schleicheri (Ach.) A. Massal.
- Acarospora scotica Hue
- Acarospora scrobiculata H. Magn.
- Acarospora scyphulifera Vain.
- Acarospora similis
- Acarospora sinopica (Wahlenb.) Körb. (Svenska: Rostspricklav)
- Acarospora smaragdula (Wahlenb. in Ach.) A. Massal.
- Acarospora socialis
- Acarospora solitaria H. Magn.
- Acarospora sp. indet.
- Acarospora sparsa H. Magn.
- Acarospora sphaerospora H. Magn.
- Acarospora stapfiana (Müll. Arg.) Hue
- Acarospora strigata (Nyl.) Jatta
- Acarospora subcontigua H. Magn.
- Acarospora subrufula
- Acarospora succedens
- Acarospora sulphurata (Arnold) Arnold
- Acarospora superans H. Magn.
- Acarospora suprasedens H. Magn.
- Acarospora suzai H. Magn.
- Acarospora tenebrica H. Magn.
- Acarospora terrestris (Nyl.) H. Magn.
- Acarospora terricola H. Magn.
- Acarospora thamnina
- Acarospora thelococcoides (Nyl.) Zahlbr.
- Acarospora tongletii
- Acarospora tuberculata H. Magn.
- Acarospora tuberculifera H. Magn.
- Acarospora tuckerae
- Acarospora tyroliensis H. Magn.
- Acarospora umbilicata Bagl.
- Acarospora umbrina H. Magn.
- Acarospora variegata H. Magn.
- Acarospora veronensis A. Massal.
- Acarospora verruciformis H. Magn.
- Acarospora verruculosa H. Magn.
- Acarospora versicolor Bagl. & Carestia
- Acarospora wahlenbergii H. Magn.
- Acarospora wetmorei
- Acarospora xanthophana (Nyl.) Jatta